# Llista de resolucions del Consell de Seguretat de les Nacions Unides 201 a la 300
Aquesta és una llista entre les resolucions 201 a 300 del Consell de Seguretat de les Nacions Unides aprovades entre el 19 de març de 1965 i el 12 d'octubre de 1971.
| Resolució     | Data                   | Votació                                                                        | Assumpte |
| ------------- | ---------------------- | ------------------------------------------------------------------------------ | --- |
| Resolució 201 | 19 de març de 1965     | 11-0-0                                                                         | Estenent el mandat de la Força de les Nacions Unides pel Manteniment de la Pau a Xipre                                                                                          |
| Resolució 202 | 6 de maig de 1965      | 7-0-4 (abstencions: França, URSS, Regne Unit, Estats Units)                    | La Declaració unilateral d'independència de República de Rhodèsia |
| Resolució 203 | 14 de maig de 1965     | 11-0-0                                                                         | Crida a alto-el-foc en la Guerra Civil Dominicana |
| Resolució 204 | 19 de maig de 1965     | 11-0-0                                                                         | Forces Armades Portugueses en territori senegalès |
| Resolució 205 | 22 de maig de 1965     | 10-0-1 (abstenció: Estats Units)                                               | Crida a l'alto-el-foc a la República Dominicana |
| Resolució 206 | 15 de juny de 1965     | 11-0-0                                                                         | Estenent el mandat de la Força de les Nacions Unides pel Manteniment de la Pau a Xipre                                                                                          |
| Resolució 207 | 10 d'agost de 1965     | Aprovada per unanimitat                                                        | Cridant al cessament d'hostilitats a Xipre |
| Resolució 208 | 10 d'agost de 1965     | Aprovada sense votació                                                         | Mort del jutge Abdel Hamid Badawi i eleccions a la Cort Internacional de Justícia                                                                                               |
| Resolució 209 | 4 de setembre de 1965  | 11-0-0                                                                         | Deteriorament de la situació al llarg de la línia d'alto el foc a Caixmir |
| Resolució 210 | 6 de setembre de 1965  | 11-0-0                                                                         | Guerra indopakistanesa de 1965 |
| Resolució 211 | 20 de setembre de 1965 | 10-0-1 (abstenció: Jordània)                                                   | Demanant un alto-el-foc entre Índia i Pakistan |
| Resolució 212 | 20 de setembre de 1965 | 11-0-0                                                                         | Admissió de Maldives |
| Resolució 213 | 20 de setembre de 1965 | 11-0-0                                                                         | Admissió de Singapur |
| Resolució 214 | 27 de setembre de 1965 | Aprovada sense votació                                                         | Crida per l'alto-el-foc entre Índia i Pakistan |
| Resolució 215 | 5 de novembre de 1965  | 9-0-2 (abstencions: Jordània, URSS)                                            | Trobada de representant de l'Índia, Pakistan i el Secretari General |
| Resolució 216 | 12 de novembre de 1965 | 10-0-1 (abstenció: França)                                                     | Declaració unilateral d'independència de Colònia de Rhodèsia |
| Resolució 217 | 20 de novembre de 1965 | 10-0-1 (abstenció: França)                                                     | Crida al govern del Regne Unit perquè actuï a Rhodèsia del Sud |
| Resolució 218 | 23 de novembre de 1965 | 7-0-4 (abstencions: França, Països Baixos, Regne Unit, Estats Units)           | Crida a la fi dels territoris portuguesos |
| Resolució 219 | 17 de desembre de 1965 | Aprovada unànimement (última resolució aprovada per 11 Estats membres)         | Estenent el mandat de la Força de les Nacions Unides pel Manteniment de la Pau a Xipre                                                                                          |
| Resolució 220 | 16 de març de 1966     | 15-0-0 (primera resolució aprovada per 15 Estats membres)                      | Estenent el mandat de la Força de les Nacions Unides pel Manteniment de la Pau a Xipre                                                                                          |
| Resolució 221 | 9 d'abril de 1966      | 10-0-5 (abstencions: Bulgària, França, Mali, URSS, Uruguai)                    | El Beira Patrol a Rhodèsia del Sud |
| Resolució 222 | 16 de juny de 1966     | 15-0-0                                                                         | Estenent el mandat de la Força de les Nacions Unides pel Manteniment de la Pau a Xipre                                                                                          |
| Resolució 223 | 21 de juny de 1966     | 15-0-0                                                                         | Admissió de Guyana |
| Resolució 224 | 14 d'octubre de 1966   | 15-0-0                                                                         | Admissió de Botswana |
| Resolució 225 | 14 d'octubre de 1966   | 15-0-0                                                                         | Admissió de Lesotho |
| Resolució 226 | 14 d'octubre de 1966   | 15-0-0                                                                         | Atacs de mercenaris des d'Angola a la República Democràtica del Congo |
| Resolució 227 | 28 d'octubre de 1966   | Aprovada en reunió privada                                                     | Nomenament del Secretari General U Thant |
| Resolució 228 | 25 de novembre de 1966 | 14-0-1 (abstenció: Nova Zelanda)                                               | Censura a Israel per l'atac a Jordània en violació de la Carta de les Nacions Unides                                                                                            |
| Resolució 229 | 2 de desembre de 1966  | Aprovada en reunió privada                                                     | Nomenament del Secretari General U Thant |
| Resolució 230 | 7 de desembre de 1966  | 15-0-0                                                                         | Admissió de Barbados |
| Resolució 231 | 15 de desembre de 1966 | 15-0-0                                                                         | Estenent el mandat de la Força de les Nacions Unides pel Manteniment de la Pau a Xipre                                                                                          |
| Resolució 232 | 16 de desembre de 1966 | 11-0-4 (abstencions: Bulgària, França, Mali, URSS)                             | Sancions contra Rhodèsia del Sud |
| Resolució 233 | 6 de juny de 1967      | 15-0-0                                                                         | Crida a un alto el foc Israel-Síria |
| Resolució 234 | 7 de juny de 1967      | 15-0-0                                                                         | Crida a un alto el foc a Orient Mitjà |
| Resolució 235 | 9 de juny de 1967      | 15-0-0                                                                         | Pregunta al Secretari General d'una trobada d'Israel i Síria |
| Resolució 236 | 11 de juny de 1967     | 15-0-0                                                                         | Condemna a la violació d'alto el foc Israel-Síria |
| Resolució 237 | 14 de juny de 1967     | 15-0-0                                                                         | Crida a Israel a assegurar la seguretat dels civils i facilitar el retorn dels refugiats                                                                                        |
| Resolució 238 | 19 de juny de 1967     | 15-0-0                                                                         | Estenent el mandat de la Força de les Nacions Unides pel Manteniment de la Pau a Xipre                                                                                          |
| Resolució 239 | 10 de juliol de 1967   | 15-0-0                                                                         | Mercenaris intentant desestabilitzar la República Democràtica del Congo |
| Resolució 240 | 25 d'octubre de 1967   | 15-0-0                                                                         | Condemna violació alto el foc a Orient Mitjà |
| Resolució 241 | 15 de novembre de 1967 | 15-0-0                                                                         | Interferències a la República Democràtica del Congo |
| Resolució 242 | 22 de novembre de 1967 | 15-0-0                                                                         | Crides a la "retirada de les forces armades israelianes dels territoris ocupats" durant la Guerra dels Sis Dies                                                                 |
| Resolució 243 | 12 de desembre de 1967 | 15-0-0                                                                         | Admissió de Iemen del Sud |
| Resolució 244 | 22 de desembre de 1967 | 15-0-0                                                                         | Estenent el mandat de la Força de les Nacions Unides pel Manteniment de la Pau a Xipre                                                                                          |
| Resolució 245 | 25 de gener de 1968    | 15-0-0                                                                         | Sud-àfrica i detinguts a Àfrica del Sud-oest |
| Resolució 246 | 14 de març de 1968     | 15-0-0                                                                         | Deteriorament de la situació a Àfrica del Sud-oest |
| Resolució 247 | 18 de març de 1968     | 15-0-0                                                                         | Estenent el mandat de la Força de les Nacions Unides pel Manteniment de la Pau a Xipre                                                                                          |
| Resolució 248 | 24 de març de 1968     | 15-0-0                                                                         | Condemna a l'atac a Karameh (Jordània) per Israel |
| Resolució 249 | 18 d'abril de 1968     | 15-0-0                                                                         | Admissió de Maurici |
| Resolució 250 | 27 d'abril de 1968     | 15-0-0                                                                         | Condemna de la desfilada militar israeliana a Jerusalem |
| Resolució 251 | 2 de maig de 1968      | 15-0-0                                                                         | Condemna a la desfilada militar israeliana |
| Resolució 252 | 21 de maig de 1968     | 13-0-2 (abstencions: Canada, Estats Units)                                     | Consideració d'invàlida l'annexió a Israel de Jerusalem |
| Resolució 253 | 29 de maig de 1968     | 15-0-0                                                                         | Sancions a Rhodèsia del Sud |
| Resolució 254 | 18 de juny de 1968     | 15-0-0                                                                         | Estenent el mandat de la Força de les Nacions Unides pel Manteniment de la Pau a Xipre                                                                                          |
| Resolució 255 | 19 de juny de 1968     | 10-0-5 (abstencions: Algèria, Brasil, França, Índia, Pakistan)                 | Tractat de No-proliferació d'Armament Nuclear |
| Resolució 256 | 16 d'agost de 1968     | 15-0-0                                                                         | Condemna als atacs d'Israel a Jordània. |
| Resolució 257 | 11 de setembre de 1968 | 15-0-0                                                                         | Admissió de Swazilàndia |
| Resolució 258 | 18 de setembre de 1968 | 14-0-1 (abstenció: Algèria)                                                    | Condemna de l'atac israelià a Jordània |
| Resolució 259 | 27 de setembre de 1968 | 12-0-3 (abstencions: Canada, Denmark, Estats Units)                            | Deplora el retard en la implementació de la resolució 237 (1967) a causa de les condicions que encara estableix Israel per rebre un representant especial del secretari general |
| Resolució 260 | 6 de novembre de 1968  | 15-0-0                                                                         | Admissió de Guinea Equatorial |
| Resolució 261 | 10 de desembre de 1968 | 15-0-0                                                                         | Estenent el mandat de la Força de les Nacions Unides pel Manteniment de la Pau a Xipre                                                                                          |
| Resolució 262 | 31 de desembre de 1968 | 15-0-0                                                                         | Condemna de l'atac israelià a l'Aeroport Internacional de Beirut, Líban. |
| Resolució 263 | 24 de gener de 1969    | 15-0-0                                                                         | S'admeten el rus i el castellà com a llengües de treball al consell |
| Resolució 264 | 20 de març de 1969     | 13-0-2 (abstencions: França, Regne Unit)                                       | Presència il·legal d Sud-àfrica a Namíbia |
| Resolució 265 | 1 d'abril de 1969      | 11-0-4 (abstencions: Colòmbia, Paraguai, Regne Unit, Estats Units)             | Condemna the recent premeditated air attacks launched by Israel on Jordaniaian villages                                                                                         |
| Resolució 266 | 10 de juny de 1969     | 15-0-0                                                                         | Estenent el mandat de la Força de les Nacions Unides pel Manteniment de la Pau a Xipre                                                                                          |
| Resolució 267 | 3 de juliol de 1969    | 15-0-0                                                                         | Censura l'annexió israeliana de Jerusalem Est |
| Resolució 268 | 3 de juliol de 1969    | 11-0-4 (abstencions: França, Espanya, Regne Unit, Estats Units)                | Atacs portuguesos a Zàmbia |
| Resolució 269 | 12 d'agost de 1969     | 11-0-4 (abstencions: Finlàndia, França, Regne Unit, Estats Units)              | Contínua presència sud-africana a Namíbia |
| Resolució 270 | 26 d'agost de 1969     | Aprovada sense votació                                                         | Condemna de l'atac israelià al sud del Líban |
| Resolució 271 | 15 de setembre de 1969 | 11-0-4 (abstencions: Colòmbia, Finlàndia, Paraguai, Estats Units)              | Expressa dol sobre atac incendiari a la Mesquita Al-Aqsa |
| Resolució 272 | 23 d'octubre de 1969   | 15-0-0                                                                         | Esmena a l'estatut de la Cort Internacional de Justícia |
| Resolució 273 | 9 de desembre de 1969  | 13-0-2 (abstencions: Espanya, Estats Units)                                    | Atacs portuguesos a Senegal |
| Resolució 274 | 11 de desembre de 1969 | 15-0-0                                                                         | Estenent el mandat de la Força de les Nacions Unides pel Manteniment de la Pau a Xipre                                                                                          |
| Resolució 275 | 22 de desembre de 1969 | 9-0-6 (abstencions: Xina, Colòmbia, França, Espanya, Regne Unit, Estats Units) | Atacs portuguesos a Guinea des de Guinea Portuguesa |
| Resolució 276 | 30 de gener de 1970    | 13-0-2 (abstencions: França, Regne Unit)                                       | Establiment d'un comitè ad hoc a Àfrica del Sud-oest |
| Resolució 277 | 15 de març de 1970     | 14-0-1 (abstenció: Espanya)                                                    | Deteriorament de la situació a Rhodèsia del Sud |
| Resolució 278 | 11 de maig de 1970     | 15-0-0                                                                         | Sobre la independència de Bahrein |
| Resolució 279 | 12 de maig de 1970     | 15-0-0                                                                         | Demanda de la sortida immediata de les forces armades israelianes del territori libanès en resposta a l'atac isrealià en el que van morir 9 libanesos i 19 foren ferits.        |
| Resolució 280 | 19 de maig de 1970     | 11-0-4 (abstencions: Colòmbia, Nicaragua, Sierra Leone, Estats Units)          | Condemna a Israel per la seva acció militar premeditada respecte al Conflicte Israel-Líban                                                                                      |
| Resolució 281 | 9 de juny de 1970      | 15-0-0                                                                         | Estenent el mandat de la Força de les Nacions Unides pel Manteniment de la Pau a Xipre                                                                                          |
| Resolució 282 | 23 de juliol de 1970   | 12-0-3 (abstencions: França, Regne Unit, Estats Units)                         | Apartheid a Sud-àfrica |
| Resolució 283 | 29 de juliol de 1970   | 13-0-2 (abstencions: França, Regne Unit)                                       | Desencoratjant la inversió a l'ocupada Namíbia |
| Resolució 284 | 29 de juliol de 1970   | 12-0-3 (abstencions: Polònia, URSS, Regne Unit)                                | Opinió de la Cort Internacional de Justícia sobre Namíbia |
| Resolució 285 | 5 de setembre de 1970  | 14-0-1 (abstenció: Estats Units)                                               | Demanda de retirada completa i immediata de les tropes israelianes del territori libanès                                                                                        |
| Resolució 286 | 9 de setembre de 1970  | 15-0-0                                                                         | Segrests d'avions comercials en com a conseqüència dels segrestos de Dawson's Field                                                                                             |
| Resolució 287 | 10 d'octubre de 1970   | 15-0-0                                                                         | Admissió de Fiji |
| Resolució 288 | 17 de novembre de 1970 | 15-0-0                                                                         | Cridant al govern del Regne Unit a acabar amb la situació de Rhodèsia del Sud                                                                                                   |
| Resolució 289 | 23 de novembre de 1970 | 15-0-0                                                                         | Invasió portuguesa de Guinea |
| Resolució 290 | 8 de desembre de 1970  | 11-0-4 (abstencions: França, Espanya, Regne Unit, Estats Units)                | Condemna a l'Imperi portuguès |
| Resolució 291 | 10 de desembre de 1970 | 15-0-0                                                                         | Estenent el mandat de la Força de les Nacions Unides pel Manteniment de la Pau a Xipre                                                                                          |
| Resolució 292 | 10 de febrer de 1971   | 15-0-0                                                                         | Admissió de Bhutan |
| Resolució 293 | 26 de maig de 1971     | 15-0-0                                                                         | Estenent el mandat de la Força de les Nacions Unides pel Manteniment de la Pau a Xipre                                                                                          |
| Resolució 294 | 15 de juny de 1971     | 13-0-2 (abstencions: Regne Unit, Estats Units)                                 | Violacions portugueses de territori senegalès |
| Resolució 295 | 3 d'agost de 1971      | 15-0-0                                                                         | Enviant una missió a Guinea |
| Resolució 296 | 18 d'agost de 1971     | 15-0-0                                                                         | Admissió de Bahrein |
| Resolució 297 | 15 de setembre de 1971 | 15-0-0                                                                         | Admissió de Qatar |
| Resolució 298 | 25 de setembre de 1971 | 14-0-1 (abstenció: Síria)                                                      | Deplora l'incompliment d'Israel de les resolucions de l'ONU sobre l'annexió de Jerusalem                                                                                        |
| Resolució 299 | 30 de setembre de 1971 | 15-0-0                                                                         | Admissió d'Oman |
| Resolució 300 | 12 d'octubre de 1971   | 15-0-0                                                                         | Guerra de la frontera de Sud-àfrica a Zàmbia |